# دیوید گلگر
 دیوید گلگر (انگلیسی: David Gallagher؛ زادهٔ ۹ فوریهٔ ۱۹۸۵) یک هنرپیشه اهل ایالات متحده آمریکا است.
از فیلم‌ها یا برنامه‌های تلویزیونی که وی در آن نقش داشته است می‌توان به سوپر ۸، ببین حالا کی حرف می‌زنه، آسمان هفتم و آرزوی کریسمس ریچی ریچ اشاره کرد.